# Garden in the Woods

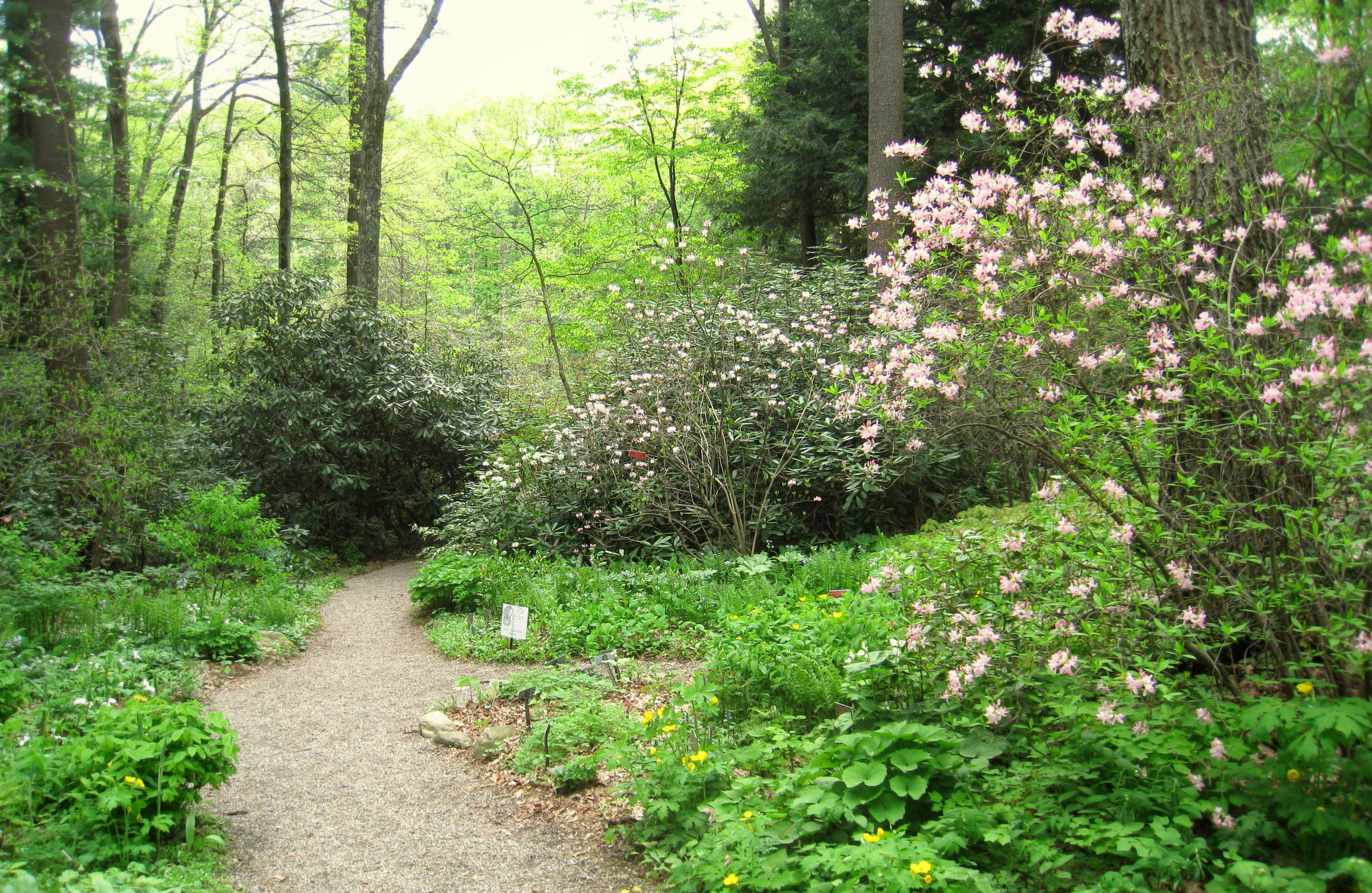
Garden in the Woods in de lente

Garden in the Woods is een botanische tuin in Framingham (Massachusetts). De tuin wordt beheerd door de New England Wild Flower Society, die de tuin in 1965 van oprichter Will C. Curtis overnam. De tuin dient als hoofdkwartier van de New England Wildflower Society.
De oppervlakte van de botanische tuin bedraagt circa 18 ha. De tuin huisvest meer dan duizend plantensoorten die van nature voorkomen in New England (Verenigde Staten), waaronder bedreigde en zeldzame soorten. Deze planten behoren onder meer tot de aronskelkfamilie (Araceae), de composietenfamilie (Compositae), de heidefamilie (Ericaceae), leliefamilie (Liliaceae), de orchideeënfamilie (Orchidaceae), de eikvarenfamilie (Polypodiaceae), de familie Sarraceniaceae en de geslachten Asarum, Rhododendron, Trillium, Astilbe, Hosta en Kalmia. Ook de planten die de New England Wild Flower Society houdt namens het Center for Plant Conservation zijn in de tuin te zien.
In de botanische tuin is een kwekerij gevestigd waar planten uit New England worden gekweekt. De tuin beschikt over een bezoekerscentrum en een geschenkenwinkel, waar onder meer planten en boeken worden verkocht.